# Philocaffrus destitutus
Philocaffrus destitutus är en mångfotingart som beskrevs av Carl Graf Attems 1928. Philocaffrus destitutus ingår i släktet Philocaffrus och familjen Dalodesmidae. Inga underarter finns listade i Catalogue of Life.